# Irina Koelesjova-Kovrova
Irina Koelesjova-Kovrova (Russisch: Ирина Кулесёва-Коврова) (Moskou, 4 januari 1962) is een schaatsster uit de Sovjet-Unie. Ze vertegenwoordigde haar vaderland op de Olympische Winterspelen 1980 in Lake Placid en de Olympische Winterspelen 1984 in Sarajevo.

## Resultaten

### Olympische Spelen
| Jaar | Plaats      | Resultaten                   |
| ---- | ----------- | ---------------------------- |
| 1980 | Lake Placid | 10e 500 meter 20e 1000 meter |
| 1984 | Sarajevo    | 4e 500 meter                 |

### Wereldkampioenschappen
| Jaar        | Plaats     | Resultaten |
| ----------- | ---------- | ---------- |
| 1980 Sprint | West Allis | 5e Sprint  |
| 1984 Sprint | Trondheim  | 4e Sprint  |
| 1986 Sprint | Karuizawa  | 12e Sprint |
| 1987 Sprint | Sainte-Foy | 14e Sprint |

### Wereldkampioenschappen junioren
| Jaar          | Plaats   | Resultaten   |
| ------------- | -------- | ------------ |
| 1979 Allround | Grenoble | 17e Allround |

### Wereldbeker

#### Wereldbekerklassement
| Seizoen   | 500 m | 1000 m | 1500 m |
| --------- | ----- | ------ | ------ |
| 1986/1987 | 9e    | 12e    | 33e    |
| 1987/1988 | 16e   | 23e    | -      |

#### Wereldbekermedailles
| Seizoen   | Datum            | Afstand    | Medaille | Baan         |
| --------- | ---------------- | ---------- | -------- | ------------ |
| 1986/1987 | 29 november 1986 | 500 meter  | Brons    | Oost-Berlijn |
| 1986/1987 | 29 november 1986 | 1000 meter | Brons    | Oost-Berlijn |

### USSR kampioenschappen
| Seizoen | 500 m | 1000 m | Sprint |
| ------- | ----- | ------ | ------ |
| 1977    | 21e   | 28e    | -      |
| 1980    | -     | -      | Zilver |
| 1981    | -     | -      | 13e    |
| 1984    | -     | -      | 4e     |
| 1985    | -     | -      | Brons  |
| 1986    | -     | -      | Zilver |
| 1987    | -     | -      | Goud   |
| 1988    | -     | -      | DNF    |

## Persoonlijke records
| Afstand    | Tijd    | Datum            | Baan     |
| ---------- | ------- | ---------------- | -------- |
| 500 meter  | 40,13   | 21 december 1985 | Alma-Ata |
| 1000 meter | 1.21,97 | 21 december 1985 | Alma-Ata |
| 1500 meter | 2.10,71 | 10 januari 1987  | Davos    |
| 3000 meter | 4.52,90 | 25 oktober 1986  | Moskou   |